# Max von Scheubner-Richter

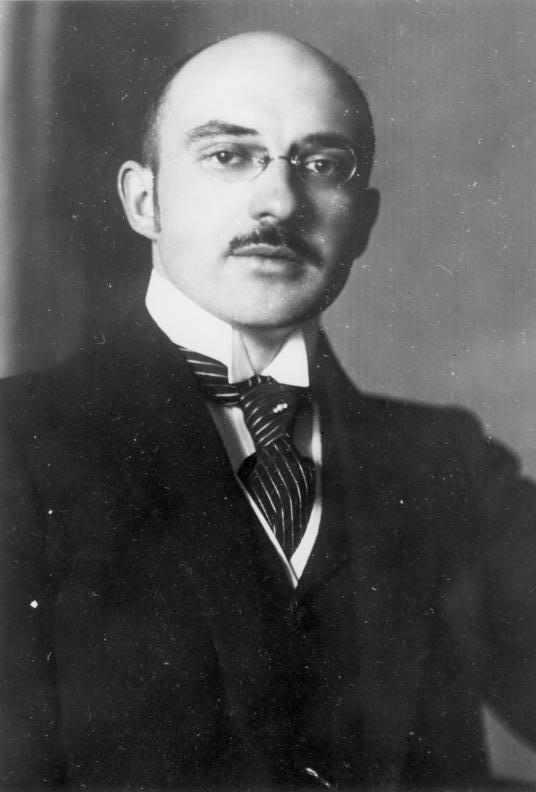
Max Erwin von Scheubner-Richter in 1915

Ludwig Maximilian Erwin von Scheubner-Richter (Riga, 21 januari 1884 - München, 9 november 1923) was een Duits diplomaat.

## Vroege jaren
Hij werd geboren als Max Richter. Van 1904 tot 1906 studeerde hij scheikunde aan de Technische Universiteit Riga. Hij leerder er Otto von Kursell kennen. Na de Russische Revolutie in 1917 ging hij naar Duitsland. In 1912 trouwde hij met de 29 jaar oudere adellijke Mathilde von Scheubner. Haar verwanten adopteerden hem, zodat hij haar familienaam "von Scheubner" voor de zijne mocht voegen.

## Eerste Wereldoorlog
Op 10 augustus 1914 meldde hij zich als oorlogsvrijwilliger. Hij vocht op verschillende fronten, kreeg onderscheidingen en ging in Turkije uit dienst.
Hij werd er voor Duitsland viceconsul te Erzurum.
Op 20 mei 1915 schreef hij aan de Duitse ambassadeur Hans Freiherr von Wangenheim te Constantinopel een brief tegen de Armeense Genocide. Von Scheubner-Richter kon enkele Armeniërs redden, maar zijn tussenkomst in Konstantinopel en Berlijn bleef zonder gevolg. Opmerkingen in de marge van zijn brief duiden erop dat de ambassade zijn houding wereldvreemd en politiek ongepast vond.
Als viceconsul was hij van augustus 1915 tot juni 1916 met de militaire politie op weg. Daarna diende hij te Straubing bij München in het regiment van Adolf Frederik van Mecklenburg-Schwerin, en te Stockholm en ten slotte in 1917/18 in het oppercommando van het 8e Leger in Riga met Arno Schickedanz, Otto von Kursell en Max Hildebert Boehm. Hij trok in de lente van 1918 met de Duitse troepen in Estland en kreeg het IJzeren Kruis.

## Kapp-putsch
Na de Eerste Wereldoorlog sloot hij aan bij het Baltisch Vrijkorps. Hij trof er Alfred Rosenberg. In maart 1920 nam hij deel aan de Kapp-putsch. Wolfgang Kapp had hem als chef van de inlichtingendienst voorbestemd. Toen de putsch mislukte, vluchtte hij naar München.

## Financier van de NSDAP
In oktober 1920 ontmoette hij Adolf Hitler. Max von Scheubner-Richter gaf raad over buitenlandse politiek en zamelde geld in voor de NSDAP. Hij verschafte geld om het dagblad Münchener Beobachter op te kopen, dat als Völkischer Beobachter het partijorgaan van de NSDAP werd. Scheubner-Richter bracht Hitler in contact met Fritz Thyssen, die geldschieter werd. Hij spande Theodor von Cramer-Klett jun. in. Victoria Melita van Saksen-Coburg en Gotha schonk haar juwelen aan de partij en legde contact met generaal Vasili Viktorovitsj Biskupski. Biskupski legde contact met Russische ballingen in Parijs die een half miljoen Goudmark bijdroegen.

## Bierkellerputsch
Scheubner-Richter had samen met Alfred Rosenberg een putsch gepland. In de avond van 8 november 1923 haalde hij Ludendorff in Ludwigshöhe af met de auto en bracht hem naar de Bürgerbräukeller voor de Bierkellerputsch. De volgende morgen marcheerde hij naast Hitler, Ludendorff en Hermann Göring aan de kop van de mars naar de Feldherrnhalle. Bij de Odeonsplatz stuitten ze op een cordon gewapende politie. Er brak een vuurgevecht uit en twaalf putschisten (later nog twee voor het ministerie van oorlog) en vier politieagenten stierven. Scheubner-Richter was de eerste die dodelijk geraakt neerzeeg. Hitler had hem een arm gegeven en werd mee op de grond gesleurd, terwijl de kogels boven zijn hoofd vlogen.